# Варівці
Варівці́ — село в Україні, у Городоцькій міській територіальній громаді Хмельницького району Хмельницької області. Населення становить 596 осіб.

## Географія
На південний схід від села розташоване заповідне урочище «Запуск».

## Історія
7 (20) листопада 1917 року, відповідно до Третього Універсалу Української Центральної Ради, увійшло до складу Української Народної Республіки.
12 червня 2020 року, відповідно до розпорядження Кабінету Міністрів України № 727-р «Про визначення адміністративних центрів та затвердження територій територіальних громад Хмельницької області», увійшло до складу Городоцької міської громади.
19 липня 2020 року, в результаті адміністративно-територіальної реформи та ліквідації Городоцького району, увійшло до складу новоутвореного Хмельницького району.

## Населення

### Мова
Розподіл населення за рідною мовою за даними перепису 2001 року:
| Мова       | Кількість | Відсоток |
| ---------- | --------- | -------- |
| українська | 594       | 99.66%   |
| російська  | 2         | 0.34%    |
| Усього     | 596       | 100%     |

## Відомі особи
28 жовтня 1875 року у Варівцях народився Вітольд П. Клінгер, полький філолог.
5 травня 1940 року в селі народився Юрій Карвацький - заслужений будівельник України, президент Корпорації будівельних підприємств “Карпатбуд”.

## Світлини

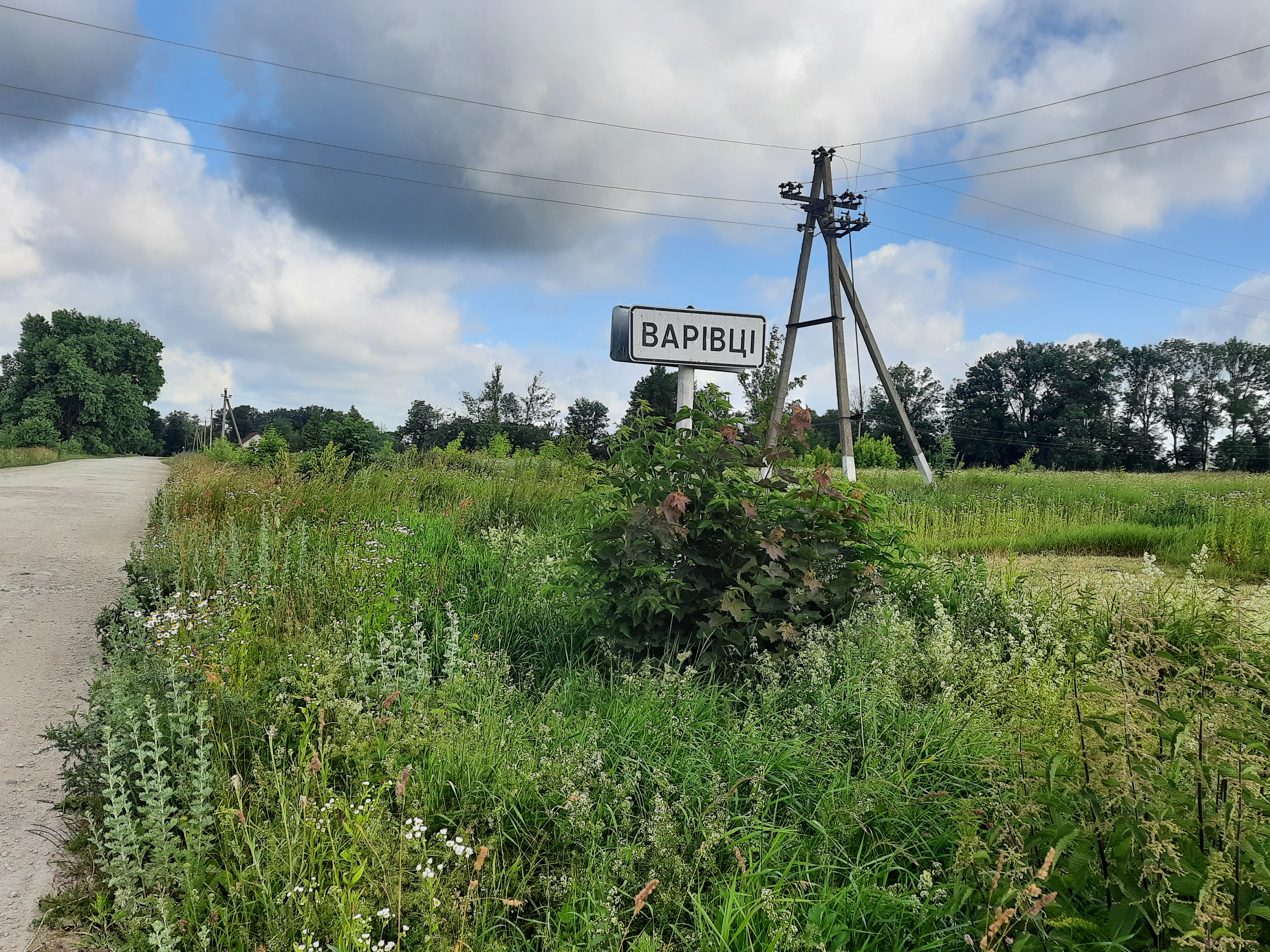
Дорожній знак при в'їзді в село
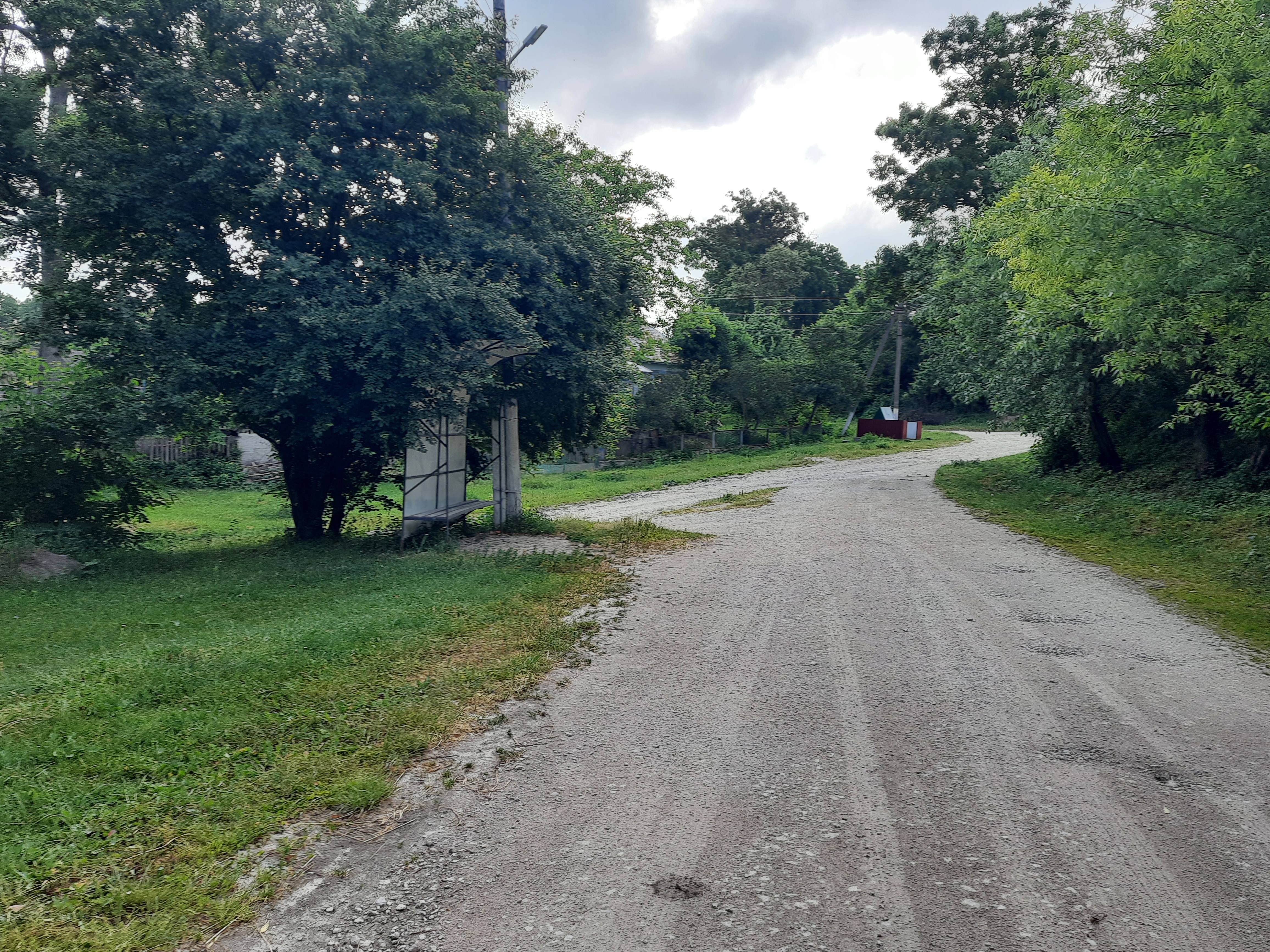
Сільська вулиця
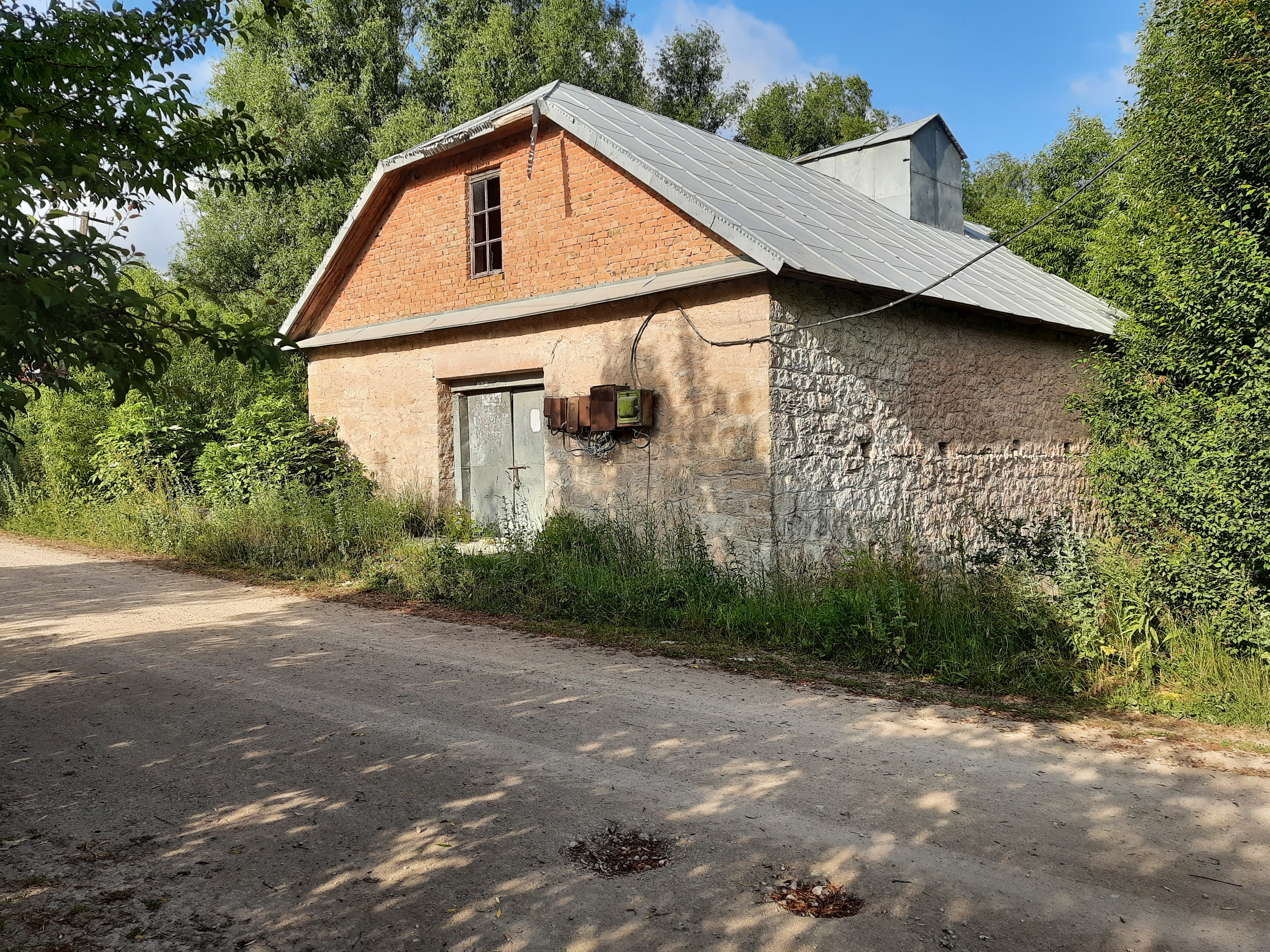
Старий водяний млин
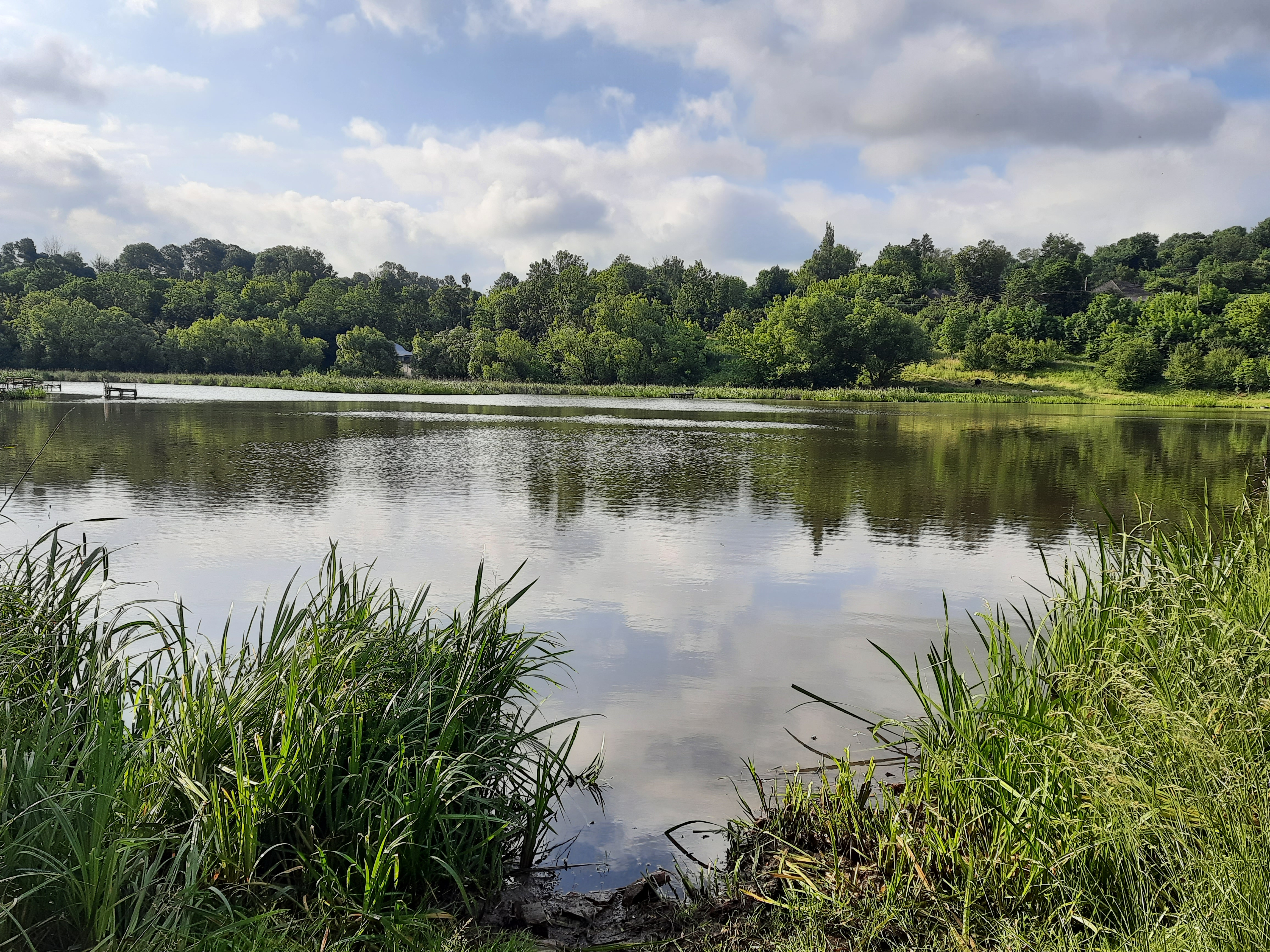
Став біля села
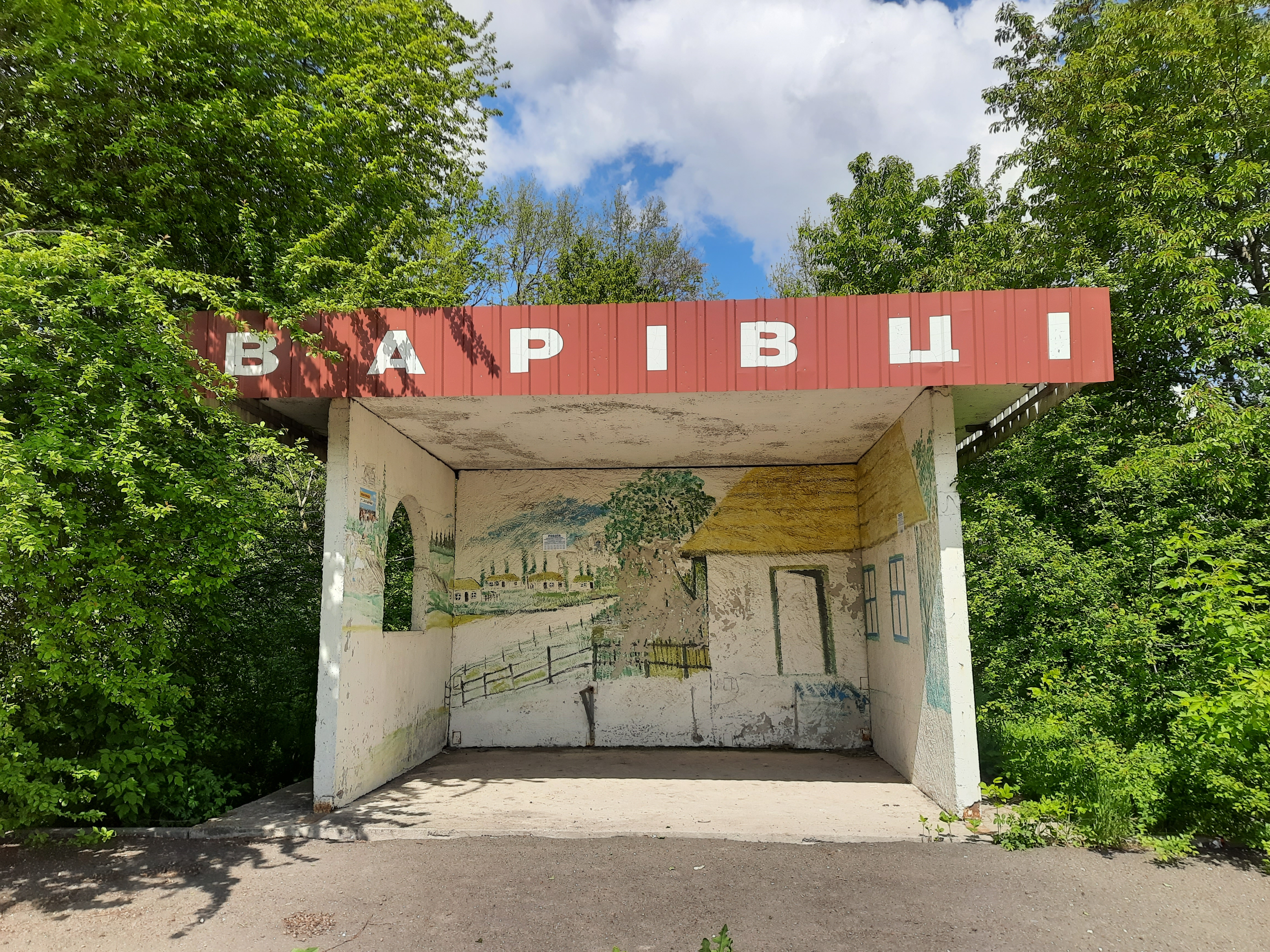
Автобусна зупинка біля села